# Карл Лінней

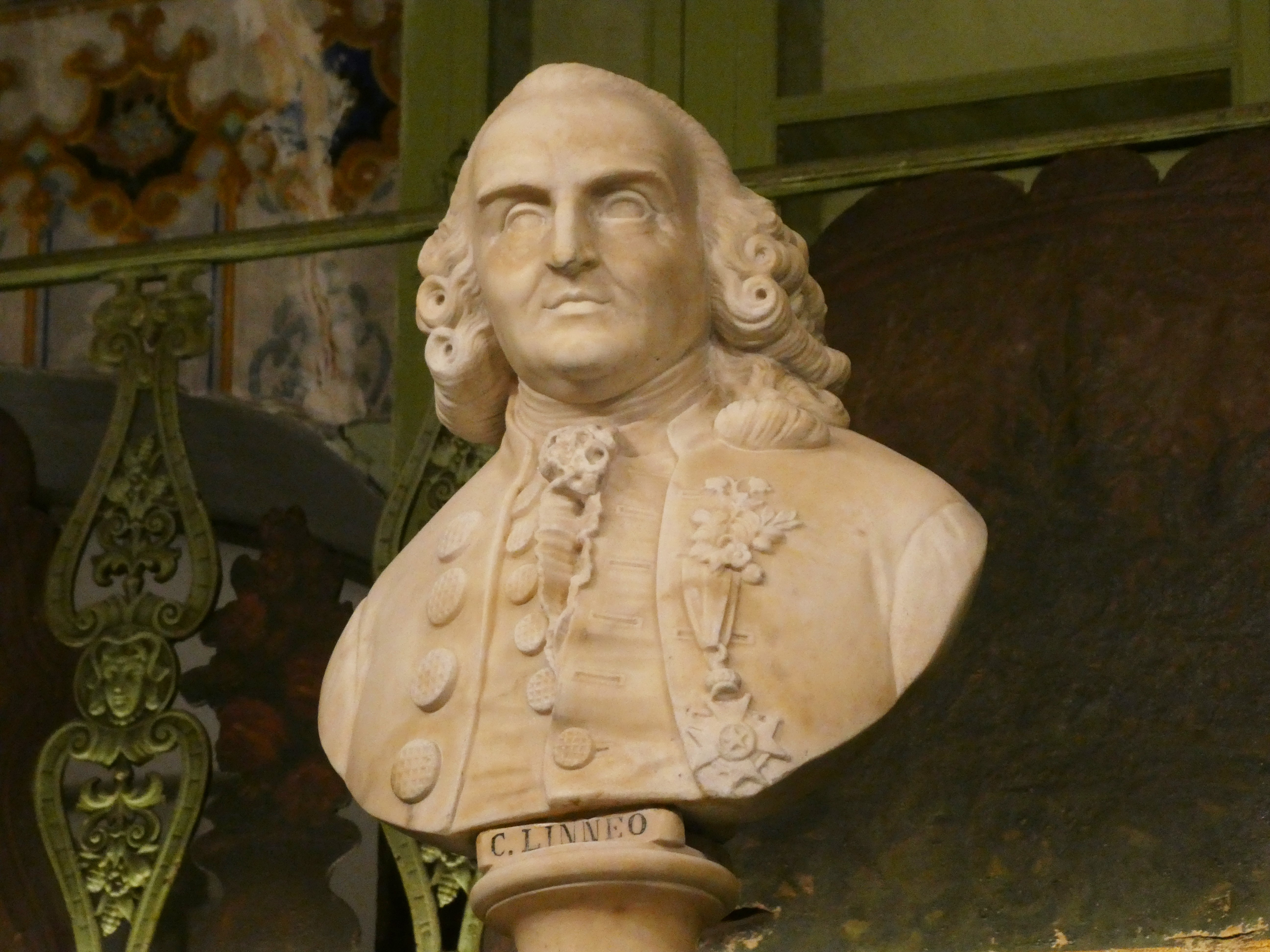
Скульптура К. Ліннея, Травник короля, Барселона, Іспанія

Ка́рл Ліннéй (швед. Carl Linné, лат. Carolus Linnaeus, після отримання дворянства у 1761 році — Carl von Linné; 23 травня 1707 — 10 січня 1778) — шведський природознавець: ботанік, зоолог та лікар — видатний науковець XVIII століття, перший президент Шведської королівської академії наук. У 1735 році у віці 28 років він став доктором медицини. Цього ж року опублікував свою основну працю під назвою «Система природи» («Systema Naturae»), що уславила його ім'я. Ця праця за життя Ліннея витримала 12 видань; щоразу автор доопрацьовував її, уточнював та доповнював.
У своїй «Системі природи» Карл Лінней вперше запропонував наукову класифікацію відомих тоді рослин та тварин. Свого часу давньогрецький науковець Арістотель описав 454 види тварин. Відтоді минуло два тисячоліття. Науковці виявили та вивчили велику кількість нових видів тварин. Карл Лінней описав 4200 видів тварин та розділив їх на шість класів: ссавці, птахи, амфібії, риби, черви та комахи. Рослини він розділив на 24 класи.
Лінней — найвідоміший шведський науковець-натураліст. У Швеції його цінують також як мандрівника, який відкрив для шведів їхню власну країну, вивчив своєрідність шведських провінцій та побачив, «як одна провінція може допомогти іншій». Цінність для шведів становлять навіть не стільки роботи Ліннея з флори й фауни Швеції, як описи ним власних подорожей; ці щоденникові записи, повні конкретики, багаті протиставленнями, викладені ясною мовою, досі перевидають та читають. Лінней — один з тих діячів науки й культури, з якими пов'язане остаточне становлення літературної шведської мови у її сучасній формі.
На момент своєї смерті він був одним з найвідоміших науковців у Європі. Французький філософ Жан-Жак Руссо надіслав йому повідомлення: «Скажіть йому, що я не знаю видатнішої людини на Землі». Німецький письменник Йоганн Вольфганг фон Гете писав: «За винятком Шекспіра та Спінози, я не знаю більш нікого, хто вплинув на мене так сильно». Шведський автор Август Стріндберг писав: «Лінней був насправді поетом, який випадково став натуралістом». Посеред інших компліментів Ліннея також називали «принцом ботаніків», «Плінієм Півночі» та «другим Адамом». Його також вважають одним із засновників сучасної екології.
Член Шведської королівської академії наук (1739, один із засновників академії), Паризької академії наук (1762) та ряду інших наукових товариств та академій.

## Життєпис

### Ранні роки
Карл Лінней народився 23 травня 1707 року в Південній Швеції — у селі Росхульте провінції Смоланд. Його батько — Нільс Інгемарссон Лінней (швед. Nicolaus (Nils) Ingemarsson Linnæus, 1674—1748) — сільський священник, син селянина, мати — Христина Лінней — уроджена Бродерсонія (швед. Christina Linnæa (Brodersonia), 1688—1733), дочка сільського священника. Прізвище Лінней (Linnæus) — латинізована шведська назва липи (Lind): коли Нільс Інгемарссон пішов вчитися у Лундський університет, він за звичаєм того часу замінив своє справжнє прізвище латинським псевдонімом, вибравши в ролі нього слово, пов'язане з родовим символом Інгемарссонів — великою тристовбуровою липою, яка росла на землях його предків у парафії Хвітавріда в Південній Швеції. У Швеції Ліннея зазвичай називають Carl von Linné — за тим іменем, яке він став носити після надання йому дворянства; у традиції літератури англійською мовою — називати його Carl Linnaeus, тобто латинізованим іменем, даним при народженні.
Карл був у сім'ї первістком (пізніше у Нільса Інгемарссона та Христини народилося ще четверо дітей — три дівчинки і хлопчик).
У 1709 році родина переїхала в Стенбрухультшвед, розташований за кілька кілометрів від Росхульте. Там Нільс Лінней посадив біля свого будинку невеликий сад, за яким з любов'ю доглядав; тут він вирощував овочі, фрукти й різноманітні квіти, при цьому знав усі їхні назви. З раннього дитинства інтерес до рослин виявляв і Карл, до восьми років він знав назви багатьох рослин, які траплялися в околицях Стенбрухульта; крім того, в саду йому було виділено невелику ділянку для його власного маленького саду.

### Початкове навчання
Батько Ліннея почав навчати його основам латинської мови, релігії та географії у ранньому віці. Коли Карлу було сім років, батько вирішив найняти для нього репетитора. Батьки вибрали Йогана Теландера, сина місцевого йомена. Лінней не любив його, писав у своїй автобіографії, що Теландер «умів швидше пригнічувати таланти дитини, аніж розвивати їх».
У 1717 році, через два роки після того, як він розпочав займатися з репетитором, він поступив до нижчої граматичної школи у місті Векше. Лінней часто пропускав заняття, натомість мандрував сільською місцевістю у пошуках рослин. Під час останнього року навчання, коли йому було п'ятнадцять років, у нього був вчителем директор школи Даніель Ланнерус, який цікавився ботанікою. Ланнерус зауважив інтерес Ліннея до ботаніки та дозволив йому досліджувати свій сад.
Він також представив його доктору Юхану Стенссону Ротману (1684—1763), окружному лікарю, який викладав у школі у Ліннея логіку та медицину. Ротман поглибив інтерес Ліннея до ботаніки та допоміг йому розвинути інтерес до медицини. У віці 17 років Лінней уже добре ознайомився з існуючою ботанічною літературою.
У 1724 році Лінней розпочав навчання у гімназії Векше, де він в основному вивчав грецьку мову, іврит, теологію та математику, навчальна програма була призначена для підготовки хлопчиків до священства. Під час останнього року навчання батько Ліннея відвідав гімназію, щоб дізнатися про успіхи сина; його жахнуло те, що більшість професорів сказали, що хлопчик ніколи не стане науковцем. Ротман вважав інакше та прогнозував, що Лінней може мати майбутнє у медицині. Лікар запропонував, щоб Лінней жив у його сім'ї та індивідуально займався з ним медициною, фізіологією та ботанікою. Нільс прийняв цю пропозицію.

### Навчання у Лунді та Уппсалі
Лунд був найближчим до Векше містом, у якому був вищий навчальний заклад. У 1727 році Лінней склав іспити та був зарахований до Лундського університету, де почав вивчати природну історію та медицину. В університеті він був зареєстрований як Carolus Linnæus (латинське написання його повного імені), яке він також використовував пізніше у своїх публікаціях латинською мовою. Найбільший інтерес у Ліннея викликали лекції професора Кіліана Стобеуса (1690—1742). Лінней оселився у професора в його будинку; саме за допомогою Стобеуса він значною мірою упорядкував ті відомості, які ним були почерпнуті з книг та власних спостережень.
У серпні 1728 року Лінней за порадою Юхана Ротмана перевівся у більший та старіший, заснований ще у 1474 році, Уппсальський університет: тут було більше можливостей вивчати медицину.
Ротман відрекомендував Ліннея двом професорам, які викладали на медичному факультеті в Уппсалі: Улофові Рудбеку (молодшому) та Ларсу Рубергу. Хоча Рудбек та Руберг, безсумнівно, були хорошими професорами, проте на той час вони були вже немолоді та не дуже зацікавлені у навчанні студентів. Рудбек більше не читав публічних лекцій, за нього це робили інші науковці. Лекції з ботаніки, зоології, фармакології та анатомії викладалися не на найвищому рівні. В Уппсалі Лінней зустрів свого нового благодійника Улофа Цельсія, який був професором богослов'я та ботаніком-аматором.. Він запросив Ліннея до свого будинку та дозволив йому використовувати власну бібліотеку, яка була однією з найбагатших ботанічних бібліотек у Швеції на той час.
У 1729 році Лінней написав дисертацію Praeludia Sponsaliorum Plantarum про статеве розмноження рослин. Це привернуло увагу Рудбека; у травні 1730 року він вибрав Ліннея для читання лекцій в університеті, хоча молодий чоловік був тільки студентом другого курсу. Його лекції були популярні, в аудиторії Ліннея часто набиралося до 300 слухачів. У червні Лінней переїхав з будинку Цельсія до Рудбека, щоб стати вихователем його трьох молодших дітей. Загалом у Рудбека було 24 дітей. Проте дружба з Цельсієм не послабшала, вони продовжували свої ботанічні експедиції. Протягом цієї зими Лінней почав сумніватися у системі класифікації Турнефора та вирішив створити свою власну. Його план полягав у тому, щоб класифікувати рослини залежно від кількості тичинок та маточок. Він почав писати кілька книг, які згодом після їхнього завершення, вилились у публікацію наприклад, Genera Plantarum та Critica Botanica. Також він підготував книгу про колекцію рослини ботанічного саду Уппсали, Adonis Uplandicus.
У березні 1731 року колишній помічник Рудбека Нільс Розен повернувся до університету зі ступенем з медицини. Розен почав надавати лекції з анатомії та спробував взяти на себе лекції ботаніки Ліннея, але Рудбек не дозволив цього. До грудня Розен надавав Ліннеєві приватні лекції з медицини. Але у грудні між Ліннеєм та дружиною Рудбека виникла «незгода», і через це він змушений був залишити будинок свого наставника; від цього його відносини з Рудбеком не постраждали. То був час Різдва, і Лінней повернувся додому у Стенбрухульт відвідати своїх батьків вперше за три останні роки. Його мати не схвалювала те, що він не став священником, але була рада дізнатися, що Лінней викладав в університеті.

### Експедиція у Лапландію

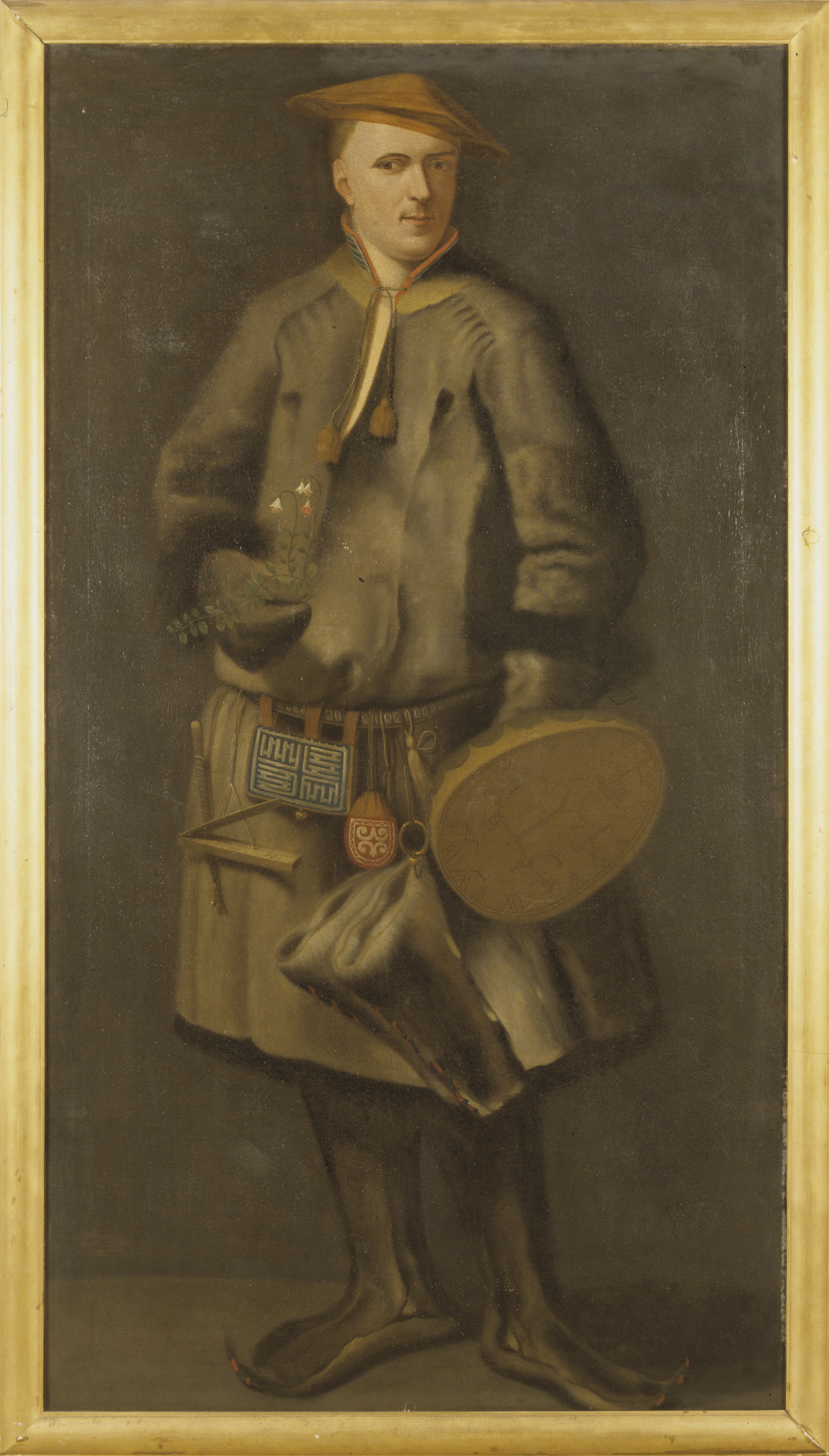
Лінней у національному костюмі народу Саами з Лапландії, з рослиною ліннея у руках, яка згодом стала його персональною емблемою. Мартін Гоффман, 1737.

Під час відвідин батьків Лінней розповів їм про свій план експедиції у Лапландію; Рудбек здійснив таку поїздку у 1695 році, але детальні результати його дослідження були втрачені у пожежі сім років по тому. Лінней сподівався знайти нові види рослин, тварин та, можливо, цінні мінерали. Він також цікавився звичаями місцевих мандрівних скотарів — саамів. У квітні 1732 року Лінней отримав грант від Королівського наукового товариства в Упсалі для своєї подорожі.
12 травня 1732 року Лінней розпочав свою експедицію з Уппсали, якраз перед тим, як йому виповнилося 25 років. Він подорожував пішки та верхи, несучи з собою свій журнал, ботанічні та орнітологічні рукописи та листки гербарного паперу. Поруч Євле він знайшов велику кількість Campanula serpyllifolia, згодом відому як Ліннея північна. Іноді він спішувався на шляху, щоб дослідити квітку або камінь, особливо цікавився мохами та лишайниками, які складали основну частину раціону північних оленів, економічно важливих тварин у Лапландії.
Лінней подорожував навколо узбережжя Ботнічної затоки за годинниковою стрілкою, відвідав Умео, Лулео та Торніо. Він повернувся із своєї піврічної експедиції у жовтні. За час подорожі він подолав понад 2000 км, зібрав багато зразків рослин та мінералів. Хоча Лапландія була регіоном з обмеженим біорізноманіттям, Лінней описав близько 100 раніше невідомих науці рослин. Вони стали основою його книги Flora Lapponica. Однак в експедиції у Лапландії Лінней використовував латинські назви для опису організмів, тому що тоді він ще не створив біноміальної системи..
У Flora Lapponica Лінней вперше використав на практиці ідеї про номенклатуру та класифікацію. Ботанічний історик Едвард Лі Ґрін охарактеризував Flora Lapponica як «найбільш класичну та чудову» працю Ліннея.
Також під час цієї експедиції Ліннеєві прийшла осяйна ідея щодо класифікації ссавців. Під час дослідження нижньої щелепи коня на узбіччі дороги Лінней зауважив: «Якби я знав, скільки зубів і якого типу має кожна тварина та скільки сосків і де вони розміщені, я, можливо, зміг би виробити абсолютно природну систему класифікації чотириногих».
У 1734 році Лінней очолив невелику групу студентів для експедиції у Даларна. Фінансована губернатором Даларна, експедиція дозволила каталогізувати відомі природні ресурси та відкрити нові, а також була призначена для збору розвідувальної інформації про норвезькі гірські роботи у Рьорусі.

### Докторантура
Після повернення до Уппсали відносини Ліннея з Нільсом Розеном погіршилися, і через те він з радістю прийняв запрошення від студента Клааса Сольберга провести Різдво у Фалуні з його родиною. На запрошення батька Сольберга, який був гірничим інспектором, Лінней відвідав шахти поблизу Фалуна. Батько Сольберга запропонував Ліннею переїхати разом із ним до Голландської республіки та навчати його із забезпеченням річної зарплати. У той час Голландська республіка була одним з найкращих місць для вивчення природної історії та отримання докторського ступеня; Лінней, який був зацікавлений у цьому, прийняв пропозицію.
У квітні 1735 року Лінней та Сольберг вирушили у Нідерланди, в університет Гардервейка. По дорозі вони зупинилися у Гамбурзі, де мали зустріч із мером, який з гордістю показав їм чудо природи — таксидермовані залишки семиголової гідри. Лінней швидко виявив, що це була підробка: щелепи та пазуристі кінцівки були склеєні із шкір ласок та змій. На думку Ліннея, гідра була виготовлена монахами, щоб наочно представити Звіра Апокаліпсису. Це надзвичайно засмутило мера, через те що Лінней публічно виголосив свої зауваження, тим самим зруйнувавши мрії мера про продаж гідри за величезну суму. Боячись гніву, Лінней та Сольберг швидко покинули Гамбург.

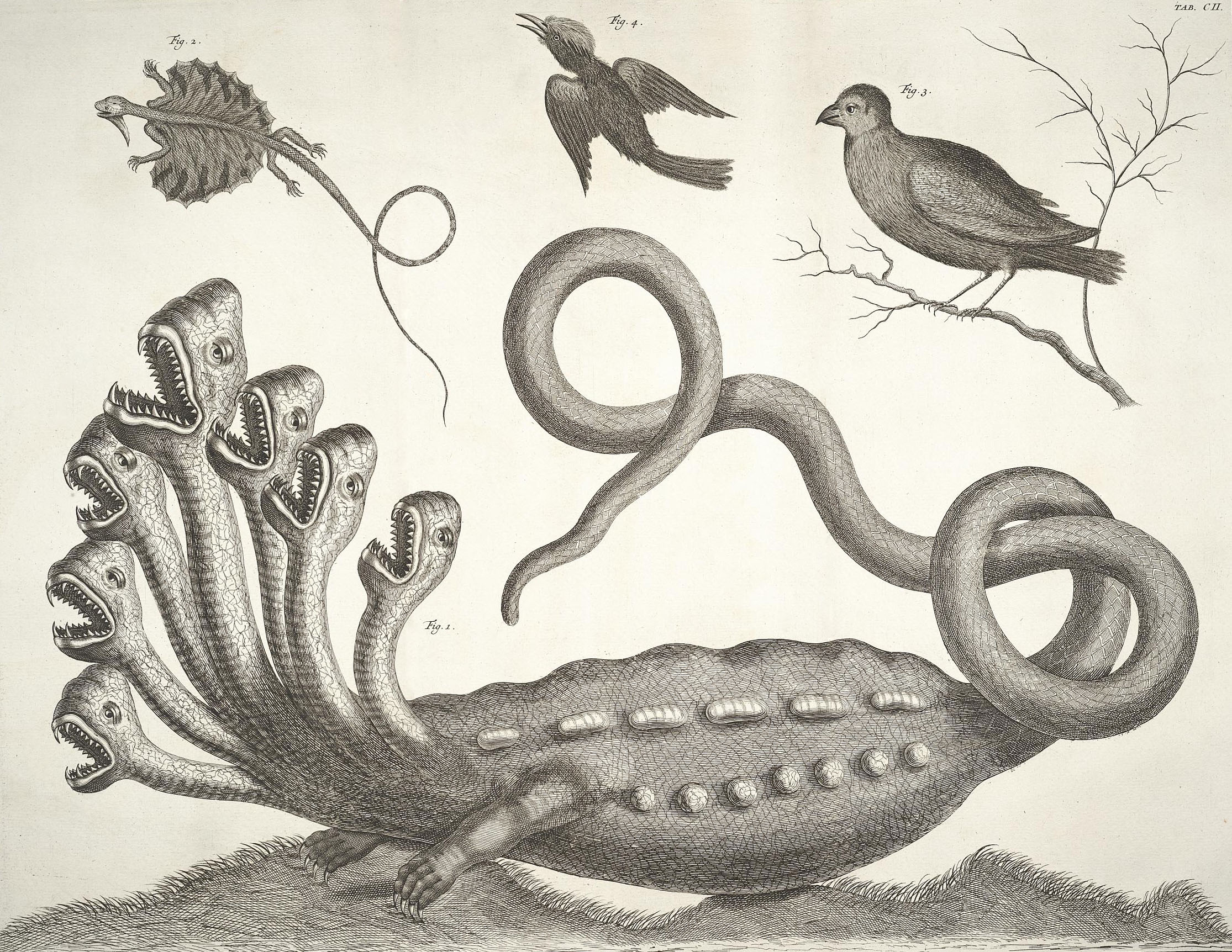
Гамбурзька гідра з Thesaurus (1734), Альберт Себа

Після прибуття до Гардервейка Лінней негайно почав працювати над отриманням ступеня доктора. Він зайнявся темою дисертації про причини малярії, яку він написав у Швеції та захищав у публічних дебатах. Його дисертація, представлена 23 червня, мала назву Dissertatio medica inauguralis in qua exhibetur hypothesis nova de febrium intermittentium causa («Інавгураційна дисертація у галузі медицини, в якій представлена нова гіпотеза про причини періодичних гарячок»). Він прийшов до висновку, що малярія виникає тільки у місцях з глинистим ґрунтом. Наразі відомо, що він був неправий. Але він мав рацію у тому, що використання традиційною китайською медициною полину однорічного є потенційним джерелом протималярійних препаратів.
Наступним кроком був усний іспит з діагностики пацієнта. Менш ніж через два тижні Лінней отримав ступінь та став лікарем у віці 28 років. Цього ж літа Лінней зустрів друга з Уппсали, Петера Артеді. Перед від'їздом з Упсали Артеді та Лінней вирішили, що, у випадку якщо один з них помре, той, хто залишиться в живих, повинен закінчити роботу іншого. Десять тижнів по тому Артеді потонув у одному із каналів Амстердама, і його незакінчений рукопис із класифікації риб залишився Ліннею для завершення роботи.

### Опублікування «Systema Naturae»
Ян Гроновіус був одним з перших науковців, з ким Лінней зустрівся у Нідерландах і кому показав один з декількох рукописів, привезених із Швеції. Рукопис описував нову систему класифікації рослин. Коли Гроновіус побачив його, то був дуже вражений і запропонував Ліннею допомогти заплатити за друк. Шотландський лікар Айзек Лоусон також зробив грошовий внесок, і у 1735 році рукопис був опублікований як Systema naturae.
Також Лінней познайомився з одним із найбільш шанованих лікарів та ботаніків у Нідерландах Германом Бургаве, який намагався переконати Ліннея робити кар'єру саме у Нідерландах. Бургаве запропонував йому поїздку у Південну Африку та Америку, але Лінней відмовився, заявивши, що не зможе витримати спеку. Тоді Бургаве переконав Ліннея, що він повинен відвідати ботаніка Йоганнеса Бурмана. Після його візиту Бурман, вражений знаннями гостя, вирішив, що Лінней повинен залишитися з ним протягом зими. Під час цього перебування Лінней допоміг Бурману з його Thesaurus Zeylanicus. Бурман також допоміг Ліннею з книгами, над якими він працював: Fundamenta Botanica та Bibliotheca Botanica.

### Повернення до Швеції
У 1738 році Лінней повернувся до Стокгольма, де працював лікарем Адміралтейства (управління військово-морського флоту). У цьому ж році Шведський парламент присвоїв йому звання «королівського ботаніка». Незабаром Карл Лінней разом із ще п'ятьма шведськими науковцями засновує приватне співтовариство — Стокгольмську академію наук. За результатами жеребкування, Лінней став її першим президентом.
У 1742 році Карла Ліннея обрано професором кафедри ботаніки в Уппсальському університеті, яку він надалі очолював протягом наступних 37 років. Лінней опублікував свою «Систему природи», де виклав систему рослин і тварин. Особливу увагу він приділяв лікарським рослинам та дії виготовлених із них ліків. Ставши заможною людиною, Лінней придбав поблизу Уппсали маєток, який став своєрідним науковим центром і до якого приїздили студенти та науковці з усієї Європи, аби вивчати основи систематики.
У 1761 році шведський король надав Карлу Ліннею шляхетний титул «фон Лінней». Науковець сам придумав свій шляхетський герб із зображенням яйця та символів трьох царств природи (мінералів, рослин і тварин). Його обрали членом Паризької академії наук та почесним закордонним членом Російської академії наук. В останні роки життя Карл Лінней дуже хворів та переніс три інсульти. Він помер 10 січня 1778 року та був похований в Уппсальському кафедральному соборі.

## Класифікація
З ім'ям Ліннея, також пов'язано описання багатьох рослинних і тваринних форм, їхня точна діагностика та зручна систематизація. До Ліннея види рослин позначались більш як десятьма латинськими словами. Він же ввів біномінальну номенклатуру, у відповідності з якою кожен вид позначався двома латинськими назвами — родовою та видовою. Ця система виявилася дуже зручною при застосуванні, тому основні принципи класифікації рослин збереглись і до наших днів.
Класифікація рослин і тварин, яку запропонував Лінней, мала певні вади. Так, рослини він згрупував за зовнішніми ознаками квіток, а не за справжнім спорідненням між близькими видами. Не зовсім вдалою була й класифікація тварин. До класу амфібій, наприклад, Лінней включив не лише земноводних, а й плазунів. А до класу червів зарахував усіх відомих на той час безхребетних тварин, за винятком комах. Але на ті часи його систематика тварин і рослин була великим кроком вперед та сприяла подальшому розвитку біологічних наук.
Особливу пристрасть Карл Лінней мав до рослин. Багато часу він присвятив вивченню рослин різних країн та континентів, зібраних у ряді відомих європейських колекцій та гербаріїв. Сам він особисто вивчив та описав приблизно 1500 видів рослин.
Лінней не лише досліджував будову рослин, він цікавився також питаннями їхньої фізіології — ростом, цвітінням, плодоношенням. При цьому він помітив, що у деяких рослин квітки розкриваються вранці, у інших — удень, у третіх — надвечір, а у четвертих — вночі. І закриваються вони також у певній послідовності: кожна у свій час. Це навело його на думку створити квітковий годинник.
Квітковий годинник Карла Ліннея — не універсальний посібник для людей усіх країн світу, оскільки життя скрізь проходить за місцевим часом, у різних районах Землі біологічні процеси у рослин і тварин виявляються по-різному.
Перевірка і порівняльні спостереження показали, що годинник Ліннея придатний в основному для районів, розташованих на рівні 60 градусів північної широти. Інакше кажучи, квіткові годинники в різних широтах «ходять» по-різному. 

## Систематика
Зараз Карл Лінней — єдиний автор, послатись на якого можна лише одним ініціалом («L.»). У ботанічній номенклатурі ця буква після видової назви рослини означає, що вона вперше описана Карлом Ліннеєм; наприклад, ботанічна назва кокосової пальми — це Cocos nucifera L.

## Наукові праці
- Systema naturae sive regna tria naturae systematice proposita per classes, ordines, genera, & species. Lugduni Batavorum [Leyden]: apud Theodorum Haak. 1735.
- Bibliotheca botanica recensens libros plus mille de plantis huc usque editos, secundum systema auctorum naturale in classes, ordines, genera & species dispositos, additis editionis loco, tempore, forma, lingua etc cum explicatione. Amstelodami [Amsterdam]: apud Salomonem Schouten, 1736a. [12] + 153 + 35 p.
- Fundamenta botanica quae majorum operum prodromi instar theoriam scientiae botanices per breves aphorismos tradunt. Amstelodami [Amsterdam]: apud Salomonem Schouten, 1736b. 36 p.
- Musa Cliffortiana florens hartecampi prope Harlenum. Lugduni Batavorum [Leyden]. 1736c. 50 p.
- Critica botanica in qua nomina plantarum generica, specifica, & variantia examini subjiciuntur, selectiora confirmantur, indigina rejiciuntur, simulque doctina circa denominationem plantarum traditur. Seu Fundamentorum Botanicorum pars IV. Lugduni Batavorum [Leyden]: apud Conradum Wishoff. 1737a.
- Flora lapponica exhibens plantas per Lapponiam crescentes, secundum systema sexuale collectas in itinere … 1732 institutio. Additis synonymis, & Locis natalibus omnium, descriptionibus & figuris rariorum, viribus medicatis & oeconomicis plurimarum. Amstelaedami: S. Schouten. 1737b. [35] + 372 + [16] p. + 12 tab.
- Hortus cliffortianus: plantas exhibens quas, in hortistam vivis quam siccis, Hartecampi in Hollandia, coluit vir nobilissimus et generosissimus Georgius Clifford… Amstelaedami: 1737c. [26] + X + 502 p. + 32 tab.
- Classes plantarum, seu Systemata plantarum. Lugduni Batavorum [Leyden]: C. Wishoff, 1738. 606 col. + p. 607-656
- Genera plantarum eorumque characteres naturales secudum numerum, figuram, situm, et proportionem omnium fructificationis partium. Lugduni Batavorum [Leyden]: apud C. Wishoff: G. J. Wishoff. 1742. 527 + [24] p. Ill.
- Flora svecica exhibens plantas per Regnum Sveciae crescentes, systematice cum differentiis specierum, synonymis autorum, nominibus incolarum, solo locorum, usu pharmacopaeorum. Lugduni Batavorum [Leyden]: apud Conradum Wishoff: Georg. Jac. Wishoff. 1745. [16] + 419 p.
- Fauna Svecica Sistens Animalia Sveciæ Regni: qvadrupedia, aves, amphibia, pisces, insecta, vermes; distributa per classes & ordines, genera & species; cum Differentiis Specierum, Synonymis Autorum, Nominibus Incolarum, Locis Habitationum, Descriptionibus Insectorum. Lugduni Batavorum [Leyden]: Apud Conradum Wishoff et Georg Jac. Wishoff. Fil. Conr. 1746. [14 Bl.], 411 S., 2 Tafeln.
- Philosophia botanica in qva explicantur fundamenta botanica cum definitionibus partium, exemplis terminorum, observationibus rariorum, adjectis figuris aeneis. Stockholmiæ [Stockholm], Apud Godofr. Kiesewetter, 1751. [6] + 362 p. + portr. + 9 tab. HTML на сайті BotanicalLatin.org
- Species plantarum exhibentes plantas rite cognitas, ad genera relatas, cum differentiis specificis, nominibus trivialibus, synonimis selectis, locis natalibus, secundum systema sexuale digestas. Holmiae [Stockholm]: L. Salvii, 1753. T. i: xvi + 560 p. T. ii: P. 561—1158 + [31] p. Sect. 1-3: HTML на сайті Project Gutenberg [Архівовано 7 серпня 2020 у Wayback Machine.]
- Systema naturæ per regna tria naturæ, secundum classes, ordines, genera, species, cum characteribus, differentiis, synonymis, locis. Editio decima, reformata. Holmiæ [Stockholm]: impensis direct. Laurentii Salvii. 1758. [4] Bl., S. 6-823.

### Родина
У 1739 році одружився з Сарою Мореа (1716—1806). У них було семеро дітей, п'ятеро з яких дожили до повноліття:
- Карл (1741—1783),
- Елізабет Крістіна (1743—1782),
- Сара Магдалена (Sara Magdalena, 1744—1744),
- Ловіса (Lovisa, 1749—1839),
- Сара Крістіна (1751—1835),
- Йоганнес (Johannes, 1754—1757),
- Софія (Sofia, 1757—1830).